# 평양시체육단
평양시체육단(平壤市體育團, Pyongyang Sports Club)은 조선민주주의인민공화국의 평양직할시를 연고지로 하는 종합스포츠클럽으로 소속 축구단이 특히 유명하다.

## 역사
1956년 4월 30일에 체육 사업 발전을 위해 김일성이 직접 창단하였다.
최상위 리그인 1부류축구연맹전 소속으로 평양시체육선수단은 4.25체육단, 기관차체육단과 함께 최고 명문구단으로 손꼽히며, 1966년 FIFA 월드컵 8강 포르투갈전에서 골을 넣은 리동운을 비롯해 수 많은 국가대표팀 선수들을 배출하였다.

## 라이벌
평양 더비를 치르는 4.25체육단과 라이벌 관계로 알려져 있지만 실체는 확인할 수 없다.

## 우승 기록

### 1부류축구연맹전
- 1991년 우승
- 2004년 우승
- 2005년 우승
- 2007년 우승